# 杜吴线轮渡

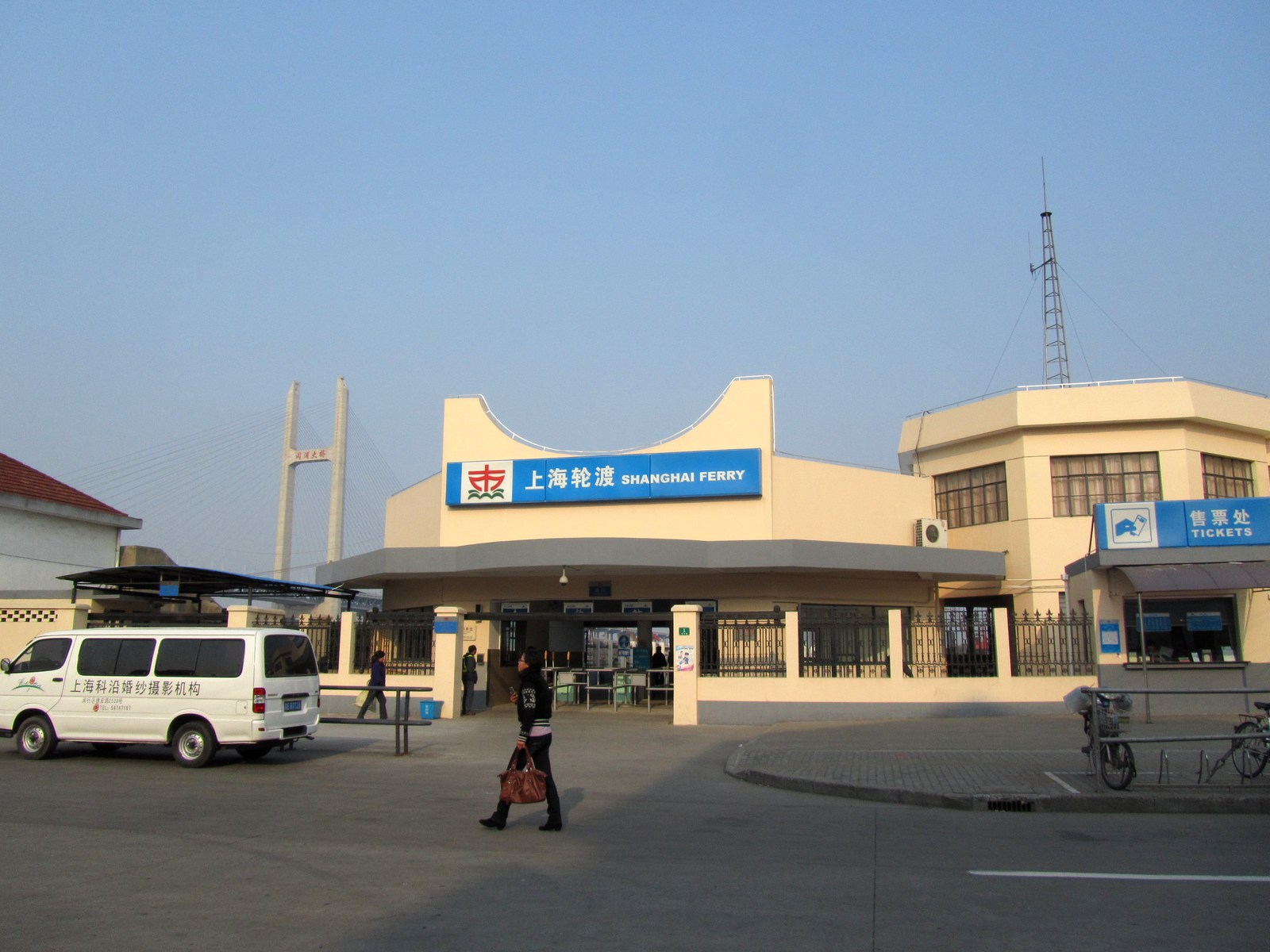
吴泾轮渡站（2011年）

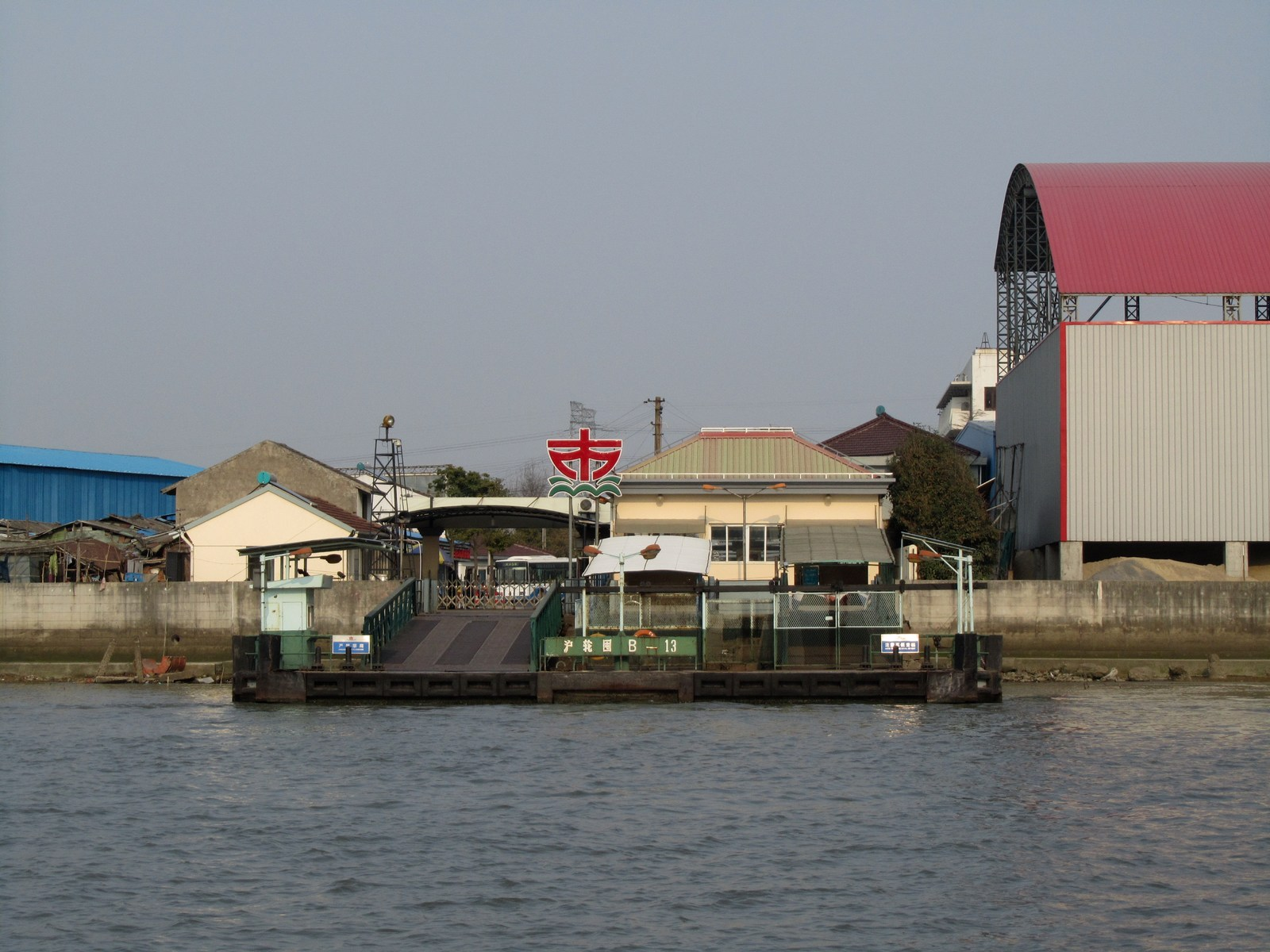
杜行轮渡站码头（2011年）

杜吴线轮渡，为中国上海市黄浦江上的一条对江轮渡航线，航线西起闵行区贡山路吴泾轮渡站，东至闵行区沈杜公路杜行轮渡站。

杜吴线轮渡始于民国17年。1958年9月30日，由上海市轮渡公司在该地新建对江轮渡，航线定名杜吴线轮渡。1959年11月，航线划归上海县交通运输局运输公司客运站经营。1964年1月，航线交还由上海市轮渡公司经营。1973年，市轮渡对该航线轮渡设施进行改建。1980年，航线开辟汽车过江业务，实行车、客混装运营。

目前，航线使用客渡渡轮运营。在闵浦大桥建成前，该航线设有装载小型汽车过江业务。但在大桥建成后，汽车均改走大桥过江。现在航线客流以行人、非机动车、摩托车为主。

杜吴线轮渡航线从闵浦大桥下斜穿而过，为上海仅有的两条从黄浦江大桥下穿行而过的轮渡航线之一，另一条为南陆线轮渡。

## 历史

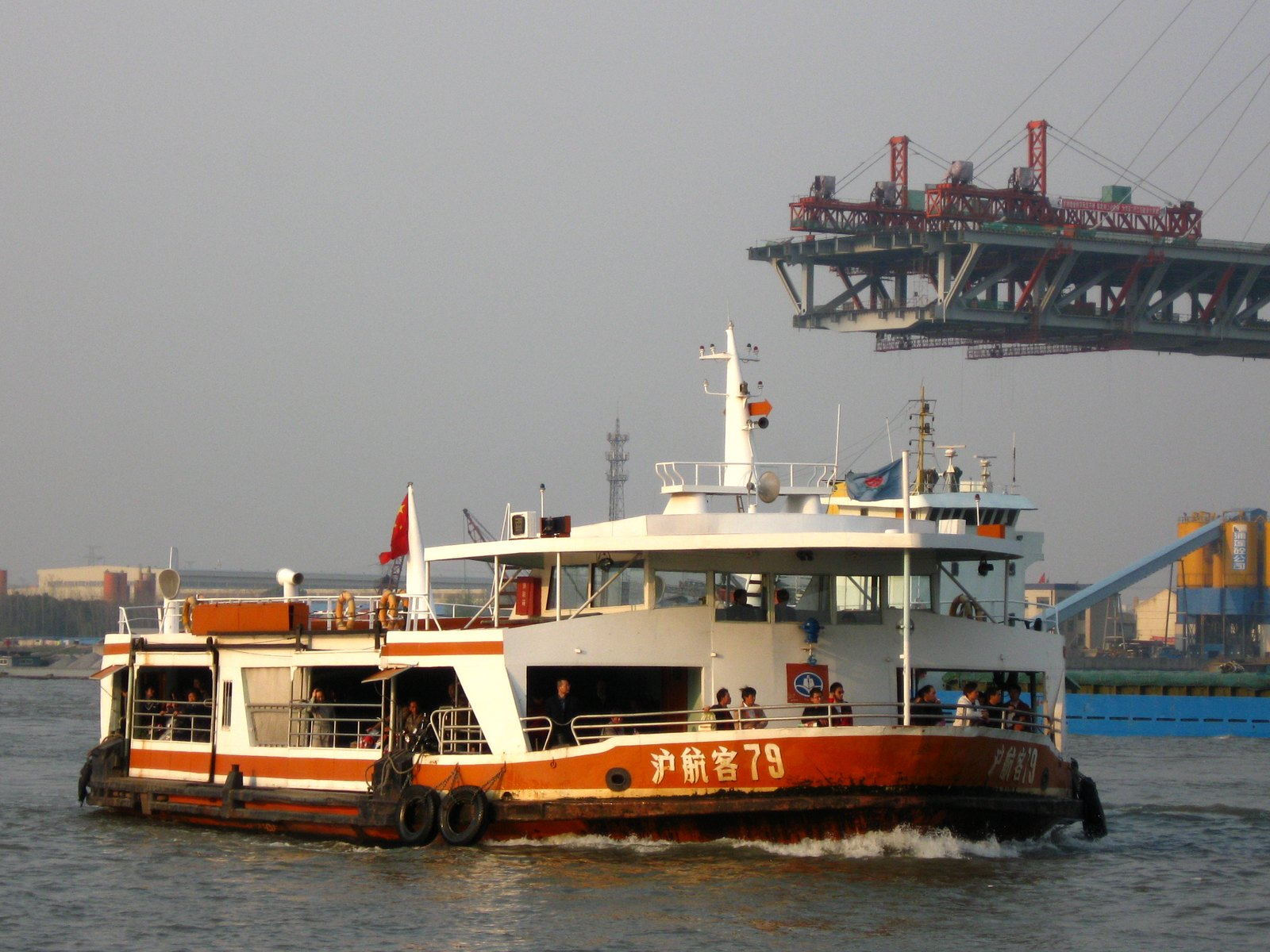
航行中的杜吴线轮渡沪航客79号轮，后方为建设中的闵浦大桥（2009年）

杜吴线轮渡开辟于民国17年（1928年），初为手摇木船摆渡。上海战役后，1958年9月30日，由上海市轮渡公司在该地新建对江轮渡，投入一艘40客位的市轮渡205号渡轮运营，以替代原手摇木船摆渡，航线定名杜吴线轮渡。1959年11月，上海县人民政府与上海市轮渡公司进行协商，将航线划归上海县交通运输局运输公司客运站经营。后因客运站对航线经营不善，渡轮保养不力，时常抛锚，渡轮常不能正常运营，加之过渡客流过少，航线严重亏损。1964年1月，由上海县人民政府批准，将航线及轮渡设备交还上海市轮渡公司经营。1973年，上海市轮渡公司投资13万元人民币，对该航线轮渡站、码头设施进行改建。1980年，上海市内河航运局第二管理区将车辆渡3号渡轮调入杜吴线轮渡运营，开始装载汽车过江业务，实行车、客混装营运。为应付逐年上升的客流，1986年4月1日起，上海市轮渡公司将500客位的沪航客14号渡轮调入杜吴线轮渡。

杜吴线轮渡旁即为闵浦大桥，在大桥建成前，该航线使用的1000客位客渡渡轮同时承担装载小型汽车过江业务，渡轮额定载车6辆，满载汽车时，渡轮装载客位为500客位。随着2010年4月20日闵浦大桥下层的普通公路层通车，汽车均改走大桥过江。航线目前以渡运行人、非机动车、摩托车为主。

## 航线班次
- 吴泾轮渡站：5：00——19：00

| 5：00——19：00 | 30分钟一班 |

- 杜行轮渡站：5：15——19：08

| 5：15——18：45 | 30分钟一班 |
| 19:08         |            |

- 参考资料：[5]

## 公交换乘

### 吴泾轮渡站
| 吴泾公园 | 吴泾公园 | 吴泾公园 | 吴泾公园     | 吴泾公园   |
| 编号     | 路线     | 路线     | 路线         | 备注       |
| -------- | -------- | -------- | ------------ | ---------- |
| 闵行5路  | 吴泾公园 | ⇆        | 银春路终点站 |            |
| 闵行7路  | 吴泾公园 | ⇆        | 颛桥         |            |
| 闵行15路 | 吴泾渡口 | ⇆        | 南辅路西环路 | 原莘吴专线 |
| 闵吴线   | 闵行     | ⇆        | 吴泾渡口     |            |

### 杜行轮渡站
| 杜行渡口 | 杜行渡口                   | 杜行渡口 | 杜行渡口 | 杜行渡口       |
| 编号     | 路线                       | 路线     | 路线     | 备注           |
| -------- | -------------------------- | -------- | -------- | -------------- |
| 175      | 康达路关岳路               | ⇆        | 杜行渡口 | 原周杜线       |
| 788      | 沪南公路航圆路(航头地铁站) | ⇆        | 杜行渡口 | 原芦杜专线西段 |